# Liste d'écrivains de langue pendjabi
Cet article présente une liste d'écrivains de langue pendjabi.

## Liste
- Dhani Ram Chatrik (1876–1954)
- Ustad Daman (1911–1984)
- Baba Farid (1175-1265)
- Amrita Pritam (1919-2005)
- Diwan Singh (1897–1944)
- Khushwant Singh (1915-2014)
- Mohan Singh (1905–1978)
- Nanak Singh (1897-1971)
- Puran Singh (1881–1931)